# Derivace elementárních funkcí
Toto je seznam některých derivací elementárních funkcí.
| Funkce                                                                              | Definiční obor funkce                | Derivace                                                         | Def. obor první derivace             |
| ----------------------------------------------------------------------------------- | ------------------------------------ | ---------------------------------------------------------------- | ------------------------------------ |
| Polynomy                                                                            |                                      |                                                                  |                                      |
| {\displaystyle f(x)=c\,} (c je konstanta)                                           | {\displaystyle \mathbb {R} }         | {\displaystyle f'(x)=0\,}                                        | {\displaystyle \mathbb {R} }         |
| {\displaystyle f(x)=x^{c}\,} (c je konstanta)                                       | záleží na c*                         | {\displaystyle f'(x)=cx^{c-1}\,}                                 | záleží na c                          |
| Speciálně: {\displaystyle f(x)=x\,}                                                 | {\displaystyle \mathbb {R} }         | {\displaystyle f'(x)=1\,}                                        |                                      |
| Mocniny, logaritmy                                                                  |                                      |                                                                  |                                      |
| {\displaystyle f(x)=c^{x}\,} (c je konstanta, c > 0)                                | {\displaystyle \mathbb {R} }         | {\displaystyle f'(x)=c^{x}\ln {c}\,}                             | {\displaystyle \mathbb {R} }         |
| {\displaystyle f(x)=e^{x}\,} (e je Eulerovo číslo)                                  | {\displaystyle \mathbb {R} }         | {\displaystyle f'(x)=e^{x}\,}                                    | {\displaystyle \mathbb {R} }         |
| {\displaystyle f(x)=\log _{a}{x}\,} (a je konstanta, {\displaystyle a\neq \ 1,a>0}) | {\displaystyle x>0}                  | {\displaystyle f'(x)={\frac {1}{x\cdot \ln {a}}}\,}              | {\displaystyle x>0,a\neq \ 1,a>0}    |
| Speciálně: {\displaystyle f(x)=\ln {x}\,}                                           | {\displaystyle x>0}                  | {\displaystyle f'(x)={\frac {1}{x}}\,}                           | {\displaystyle x>0}                  |
| Goniometrické funkce                                                                |                                      |                                                                  |                                      |
| {\displaystyle f(x)=\sin {x}\,}                                                     | {\displaystyle \mathbb {R} }         | {\displaystyle f'(x)=\cos {x}\,}                                 | {\displaystyle \mathbb {R} }         |
| {\displaystyle f(x)=\cos {x}\,}                                                     | {\displaystyle \mathbb {R} }         | {\displaystyle f'(x)=-\sin {x}\,}                                | {\displaystyle \mathbb {R} }         |
| {\displaystyle f(x)=\operatorname {tg\,} x\,}                                       | {\displaystyle \mathbb {R} -k\pi /2} | {\displaystyle f'(x)={\frac {1}{\cos ^{2}{x}}}}                  | {\displaystyle \mathbb {R} -k\pi /2} |
| {\displaystyle f(x)=\operatorname {cotg\,} x\,}                                     | {\displaystyle \mathbb {R} -k\pi }   | {\displaystyle f'(x)=-{\frac {1}{\sin ^{2}{x}}}}                 | {\displaystyle \mathbb {R} -k\pi /2} |
| Cyklometrické funkce                                                                |                                      |                                                                  |                                      |
| {\displaystyle f(x)=\arcsin {x}\,}                                                  | {\displaystyle \langle -1;1\rangle } | {\displaystyle f'(x)={\frac {1}{\sqrt {1-x^{2}}}}}               | {\displaystyle (-1,1)\,}             |
| {\displaystyle f(x)=\arccos {x}\,}                                                  | {\displaystyle \langle -1;1\rangle } | {\displaystyle f'(x)=-{\frac {1}{\sqrt {1-x^{2}}}}}              | {\displaystyle (-1,1)\,}             |
| {\displaystyle f(x)=\operatorname {arctg\,} x\,}                                    | {\displaystyle \mathbb {R} }         | {\displaystyle f'(x)={\frac {1}{1+x^{2}}}}                       | {\displaystyle \mathbb {R} }         |
| {\displaystyle f(x)=\operatorname {arccotg\,} x\,}                                  | {\displaystyle \mathbb {R} }         | {\displaystyle f'(x)=-{\frac {1}{1+x^{2}}}}                      | {\displaystyle \mathbb {R} }         |
| Hyperbolické funkce                                                                 |                                      |                                                                  |                                      |
| {\displaystyle f(x)=\operatorname {sinh\,} x\,}                                     | {\displaystyle \mathbb {R} }         | {\displaystyle f'(x)=\operatorname {cosh\,} x}                   | {\displaystyle \mathbb {R} }         |
| {\displaystyle f(x)=\operatorname {cosh\,} x\,}                                     | {\displaystyle \mathbb {R} }         | {\displaystyle f'(x)=\operatorname {sinh\,} x}                   | {\displaystyle \mathbb {R} }         |
| {\displaystyle f(x)=\operatorname {tgh\,} x\,}                                      | {\displaystyle \mathbb {R} }         | {\displaystyle f'(x)={\frac {1}{\operatorname {cosh\,} ^{2}x}}}  | {\displaystyle \mathbb {R} }         |
| {\displaystyle f(x)=\operatorname {cotgh\,} x\,}                                    | {\displaystyle \mathbb {R} -[0]}     | {\displaystyle f'(x)=-{\frac {1}{\operatorname {sinh\,} ^{2}x}}} | {\displaystyle \mathbb {R} -[0]}     |
| Hyperbolometrické funkce                                                            |                                      |                                                                  |                                      |
| {\displaystyle f(x)=\operatorname {argsinh\,} x\,}                                  | {\displaystyle \mathbb {R} }         | {\displaystyle f'(x)={\frac {1}{\sqrt {1+x^{2}}}}}               | {\displaystyle \mathbb {R} }         |
| {\displaystyle f(x)=\operatorname {argcosh\,} x\,}                                  | {\displaystyle x\geq 1}              | {\displaystyle f'(x)={\frac {1}{\sqrt {x^{2}-1}}}}               | {\displaystyle x>1}                  |
| {\displaystyle f(x)=\operatorname {argtgh\,} x\,}                                   | {\displaystyle \|x\|<1}              | {\displaystyle f'(x)={\frac {1}{1-x^{2}}}}                       | {\displaystyle \|x\|<1}              |
| {\displaystyle f(x)=\operatorname {argcotgh\,} x\,}                                 | {\displaystyle \|x\|>1}              | {\displaystyle f'(x)={\frac {1}{1-x^{2}}}}                       | {\displaystyle \|x\|>1}              |

- * např. pokud c=1/n a 2 dělí n  pak x musí být nezáporné